# Przestrzeń załonowa
Przestrzeń załonowa, przestrzeń przedpęcherzowa, przestrzeń Retziusa (łac. spatium retropubicum, spatium prevesicale, spatium Retzius) – w anatomii człowieka przestrzeń znajdująca się między spojeniem łonowym a pęcherzem moczowym. Od dołu ograniczają ją więzadła łonowo-pęcherzowe. Stanowi część przestrzeni pozaotrzewnowej. 
Nazwa eponimiczna upamiętnia szwedzkiego anatoma Andersa Retziusa.